# 吉田千亜
吉田 千亜（よしだ ちあ、1977年 - ）は、日本のフリーライター・ノンフィクション作家。日本ペンクラブ常務理事。

## 人物・来歴
立教大学文学部卒業。
出版社勤務を経て、フリーライターとなる。福島第一原発事故後、原発事故被害者・避難者の取材を続けている。2020年『孤塁：双葉郡消防士たちの3・11』で講談社ノンフィクション賞受賞、第8回日隅一雄・情報流通促進賞大賞受賞、第63回日本ジャーナリスト会議JCJ賞受賞。

## 著書

### 単著
- 『ルポ 母子避難：消されゆく原発事故被害者』岩波新書、2016年2月。ISBN　978-4-00-431591-9
- 『その後の福島：原発事故後を生きる人々』人文書院、2018年9月。ISBN　978-4-409-24122-6
- 『孤塁：双葉郡消防士たちの3・11』岩波書店、2020年1月。ISBN　978-4-00-022969-2 / 岩波現代文庫、2023年1月。ISBN　978-4-00-603333-0
- 『原発事故、ひとりひとりの記憶：3.11から今に続くこと』岩波ジュニア新書、2024年2月。ISBN　978-4-00-500981-7

### 共著
- （上間陽子・山野良一ほか）『誰も置き去りにしない社会へ：貧困・格差の現場から』新日本出版社、2018年1月。ISBN　978-4-406-06191-9